# Grega Bole
Grega Bole (Jesenice, 13 d'agost de 1985) és un ciclista eslovè, professional des del 2005. Actualment corre a l'equip Shabab Al-Ahli, després que a la fi del 2020 es trobés sense equip.
Com a amateur i en els seus primers anys com a professional va aconseguir nombroses victòries, destacant una etapa al Critèrium del Dauphiné 2010 i el Campionat d'Eslovènia en ruta de 2011. Aquest mateix any aconseguí la seva victòria més important en guanyar el GP Ouest France-Plouay.

## Palmarès
- 2003
  - 1r a la Kroz Istru i vencedor de 2 etapes
  - 1r a la Lieja-La Gleize
- 2006
  -  Campió d'Eslovènia en ruta sub-23
  - Vencedor d'una etapa de la Paths of King Nikola
  - Vencedor d'una etapa de la Volta a Eslovàquia
- 2007
  - 1r a la Lieja-Bastogne-Lieja sub-23
  - Vencedor d'una etapa de la Istrian Spring Trophy
  - Vencedor d'una etapa dels Giro de les Regions
  - Vencedor d'una etapa del Giro del Friül-Venècia Júlia
- 2008
  - 1r al Gran Premi de Kranj
- 2009
  - Campió del món militar contra-rellotge
  - 1r al Gran Premi Nobili Rubinetterie
  - Vencedor d'una etapa de la Volta a Astúries
  - Vencedor d'una etapa del Tour de Hainan
- 2010
  - Vencedor de 2 etapes de la Volta a Eslovènia
  - Vencedor d'una etapa del Critèrium del Dauphiné
- 2011
  -  Campió d'Eslovènia en ruta
  - 1r al GP Ouest France-Plouay
- 2013
  - Vencedor d'una etapa del Tour de l'Ain
- 2014
  - Vencedor d'una etapa del Circuit de les Ardenes
  - Vencedor d'una etapa del Szlakiem Grodów Piastowskich
  - Vencedor d'una etapa del Tour de Corea
  - Vencedor d'una etapa a la Volta al llac Qinghai
- 2015
  - Vencedor d'una etapa del Tour de Croàcia
- 2015
  - 1r al Gran Premi de la costa dels Etruscs
- 2016
  - 1r al Tour de Corea
- 2018
  - Vencedor de 2 etapes de la Volta al Japó
- 2022
  - 1r al Sharjah International Cycling Tour i vencedor d'una etapa
- 2023
  - 1r al Tour de Salalah i vencedor d'una etapa

### Resultats al Tour de França
- 2010. 125è de la classificació general
- 2011. 127è de la classificació general
- 2012. Abandona (16a etapa)
- 2017. 143è de la classificació general

### Resultats a la Volta a Espanya
- 2010. 97è de la classificació general
- 2013. 97è de la classificació general
- 2020. Abandona (5a etapa)

### Resultats al Giro d'Itàlia
- 2013. Abandona (20a etapa)
- 2015. 61è de la classificació general
- 2016. 135è de la classificació general
- 2019. 110è de la classificació general